# Górne (Ermland-Mazurië)
Górne (Duits: Gurnen) is een plaats in het Poolse woiwodschap Ermland-Mazurië, gelegen in het district Gołdapski. De plaats maakt deel uit van de stad- en landgemeente Gołdap en telt 110 inwoners.